# Bocelli (album)
Bocelli is het tweede muziekalbum van de Italiaanse tenor Andrea Bocelli. Het album werd in 1995 uitgegeven.
Het album bevat negen Italiaanstalige en één Engelstalig nummer. Ongetwijfeld het bekendste nummer van dit album is de klassieker Con te partirò. Het album bereikte de eerste plaats in de Nederlandse albumhitlijst.

## Nummers
1. Con te partirò - L. Quarantotto, F. Sartori
2. Per amore - M. Nava
3. Macchine da guerra - A. Smith
4. E chiove - S. Cirillo, J. Amoruso
5. Romanza - M. Malavasi
6. The power of love - C. DeRouge / G. Mende / J. Rush / M.S. Applegate
7. Vivo per lei - V. Zelli, M. Mengali, G. Panceri
8. Le tue parole - J. Amoruso, S. Cirillo
9. Sempre sempre - P. Felisatti, G. Panceri
10. Voglio restare così - Andrea Bocelli

## Singles
Con te partirò werd tezamen met het nummer Vivere van het album Il mare calmo della sera uitgegeven als single. Deze combinatie bereikte maar de #20 plaats in de Nederlandse Top 40. In België bereikte deze combinatie echter de #1.Macchine da guerra werd in België als single uitgegeven en bereikte in de hitlijst maar #36.